# Lemuel Wilmarth

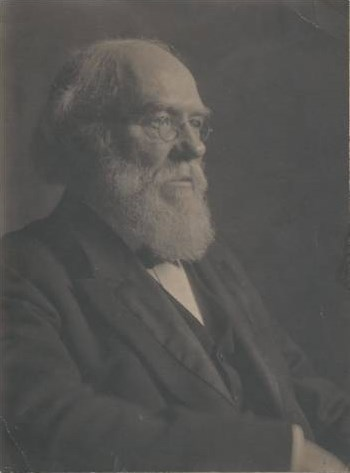
Lemuel Wilmarth 1912.

Lemuel Everett Wilmarth, född den 11 november 1835 i Attleboro, Massachusetts, död den 27 juli 1918 i New York, var en amerikansk målare. 
Wilmarth var i sin ungdom urmakare i Philadelphia, men besökte samtidigt därvarande akademi. Han begav sig 1859 till München och blev Friedrich Kaulbachs lärjunge, återvände 1862 till Amerika, reste 1864 till Paris och arbetade i Gérômes ateljé till 1867, då han åter begav sig hem till Amerika. Där blev han 1870 lärare i New Yorks akademis friskolor. Han målade religiösa ämnen och folklig genre, ämnen som Husmissionären (1869), En eftermiddag hemma (1871), Gissa, vad jag har med mig! (1873) och Otacksamhet (1875).